# Sicyeae
Sicyeae es una tribu de plantas perteneciente a la familia Cucurbitaceae con las siguientes subtribus:
- - Subtribu: Cyclantherinae
  - Subtribu: Sicyinae